# Quận Bath, Virginia
Quận Bath là một quận thuộc tiểu bang Virginia, Hoa Kỳ.
Quận này được đặt tên theo. Theo điều tra dân số của Cục điều tra dân số Hoa Kỳ năm 2000, quận có dân số 4814 người. Quận lỵ đóng ở Warm Springs.6 Quận được lập ngày 4/12/1790 từ các quận Augusta, Botetourt và Greenbrier.
Quận có nhà máy thủy điện tích năng. Quận có khu nghỉ mát nước khoáng Hot Springs.  

## Địa lý
Theo Cục điều tra dân số Hoa Kỳ, quận có diện tích 535 dặm vuông Anh (1.385,6 km2), trong đó có 3 dặm vuông Anh (7,8 km2) là diện tích mặt nước.

### Quận giáp ranh
- Quận Highland - bắc
- Quận Augusta - đông bắc
- Quận Rockbridge - đông
- Quận Alleghany - nam
- Quận Greenbrier, West Virginia - tây nam
- Quận Pocahontas, West Virginia - tây

### Các cộng đồng không hợp nhất
| - Armstrong - Ashwood - Bacova - Bacova Junction - Bath Alum - Bolar - Burnsville - Carloover - Chimney Run | - Crowdertown - Fort Lewis - Green Valley - Healing Springs - Hot Springs - McClung - Millboro - Millboro Springs - Mitchelltown | - Mountain Grove - Sunrise - Switch Back - Thomastown - Tinkertown - Warm Springs - West Warm Springs - Williamsville - Yost |

## Thông tin nhân khẩu
Theo điều tra dân số 2 năm 2000, quận đã có dân số 5.048 người, 2.053 hộ gia đình, và 1.451 gia đình sống trong quận hạt. Mật độ dân số là 10 người trên một dặm vuông (4/km ²). Có 2.896 đơn vị nhà ở mật độ trung bình trong 5 trên một dặm vuông (2/km ²). Cơ cấu điểm chủng tộc của dân cư quận gồm có 92,29% người da trắng, 6,28% da đen hay Mỹ gốc Phi, 0,22% người Mỹ bản xứ, 0,38% châu Á, Thái Bình Dương 0,06%, 0,10% từ các chủng tộc khác, và 0,67% từ hai hoặc nhiều chủng tộc. 0,36% dân số là người Hispanic hay Latino thuộc một chủng tộc nào.
Có 2.053 hộ, trong đó 28,00% có trẻ em dưới 18 tuổi sống chung với họ, 58,60% là đôi vợ chồng sống với nhau, 7,80% có nữ hộ và không có chồng, và 29,30% là các gia đình không. 26,30% hộ gia đình đã được tạo ra từ các cá nhân và 12,10% có người sống một mình 65 tuổi hoặc lớn tuổi hơn là người. Cỡ hộ trung bình là 2,34 và cỡ gia đình trung bình là 2,80.
Trong quận, độ tuổi dân số đã được trải ra với 21,00% dưới độ tuổi 18, 5,50% 18-24, 28,20% 25-44, 28,50% từ 45 đến 64, và 16,70% từ 65 tuổi trở lên đã được những người. Độ tuổi trung bình là 42 năm. Đối với mỗi 100 nữ có 100,60 nam giới. Đối với mỗi 100 nữ 18 tuổi trở lên, đã có 99,20 nam giới.
Thu nhập trung bình cho một hộ gia đình trong quận đã được $ 35.013, và thu nhập trung bình cho một gia đình là $ 41.276. Phái nam có thu nhập trung bình $ 30.238 so với 21.974 $ của phái nữ. Các bình quân đầu người thu nhập cho quận là 23.092 $. 7,80% dân số và 5,80% của các gia đình sống dưới mức nghèo khổ. Trong tổng số người dân sống trong nghèo đói, 5,40% là ở độ tuổi dưới 18 và 12,90% là từ 65 tuổi trở lên.